# Chimarra intermedia
Chimarra intermedia är en nattsländeart som beskrevs av Jacquemart 1961. Chimarra intermedia ingår i släktet Chimarra och familjen stengömmenattsländor. Inga underarter finns listade i Catalogue of Life.